# 华为Mate Xs
华为Mate Xs是华为公司于2020年2月24日发布的折叠式智能手机，折叠形态为横向外折。
Mate Xs较其前代华为Mate X在外观上没有大的变动，但其SoC更换成了集成5G的麒麟990 5G。

## 设计
由于Mate X仅在国内市场发行，面向国际市场的华为Mate Xs在外观上并未较大幅度更动。
Mate Xs采用外翻式折叠屏，展开后右手一端有便于手持的凸起，四枚摄像头亦排布在这一条凸起上。折叠铰链处采用华为自研“鹰翼式”铰链，该铰链是华为Mate X上铰链的升级版。Mate Xs只有“星际蓝”一种配色。
Mate Xs采用了京东方的8英寸柔性OLED屏幕，华为消费者业务CEO余承东表示，Mate Xs所用的折叠屏价格不菲，华为在Mate Xs发布前已经投入了超过6000-7000万美元在Mate Xs的研发和生产上，而在Mate Xs发布前，中国股市屏幕面板板块大幅上涨。

## 性能及体验
华为Mate Xs搭载海思麒麟990 5G SoC芯片，该芯片亦在华为Mate 30系列、华为P40系列等华为旗舰手机上被搭载。其基于台积电7nm+ EUV工艺制作，是第一款基于该工艺制作的SoC芯片，内置巴龙5000 5G基带，搭载基于ARM Cortex-A76和ARM Cortex-A55的8核CPU以及16核Mali G76 GPU。
Mate Xs的指纹识别器与电源键合一，被放置在手持凸起一侧。散热方面，Mate Xs使用自研“飞鱼鳍散热”系统，据IFixit和中国大陆“艾奥科技”的拆解情况，除了该使用“仿生柔性石墨”的散热系统，Mate Xs在主板下亦有铜管散热装置。
华为Mate Xs搭载4500毫安时电池，支持55W快充。

## 摄像
华为Mate Xs采用徕卡联名“超感光四摄系统”。
其主摄采用4000万像素RYYB“超感光主摄”，其亦在华为P30系列和华为Mate 30系列上被搭载。除此之外，Mate Xs还搭载了1600万像素超广角镜头、800万像素长焦摄像头和ToF镜头。
由于使用外翻式折叠屏幕，Mate Xs没有“前置摄像头”。

## 软件
华为Mate Xs搭载基于Android的EMUI10.0.1。
由于美国制裁，Mate Xs不支持Google Play服務，因此无法在中国大陆以外地区使用Google Play应用商店Gmail、Google地图等依赖GMS服务的应用。因此华为在该手机上使用HMS服务替代GMS服务，使用华为应用市场替代Google Play应用商店来为用户提供服务。